# Wacza
Wacza – osiedle typu miejskiego w Rosji, w obwodzie niżnonowogrodzkim. W 2010 roku liczyło 5987 mieszkańców.